# Енкен-ле-Гінегатт
Енкен-ле-Гінегатт (фр. Enquin-lez-Guinegatte) — муніципалітет у Франції, у регіоні О-де-Франс, департамент Па-де-Кале. Енкен-ле-Гінегатт утворено 1 січня 2017 року шляхом злиття муніципалітетів Ангінегатт i Енкен-ле-Мін. Адміністративним центром муніципалітету є Ангінегатт. Населення — 1607 осіб (01.01.2021).